# Generální tajemník Společenství nezávislých států
Generální tajemník Společenství nezávislých států (rusky Генеральный секретарь Содружества Независимых Государств, Geněral'nyj sekretar' Sodružestva Nězavisimych Gosudarstv), dříve známý jako výkonný tajemník, stojí v čele Výkonného výboru SNS, ústředního orgánu, který slouží SNS od jeho založení v roce 1991. Sídlo generálního tajemníka se stejně jako u výboru nachází v běloruském Minsku.

## Dějiny
Na konci roku 2022 bylo oznámeno, že formální název této pozice bude změněn. Rozhodnutím Rady hlav států ze dne 1. ledna 2023 byl formální titul Předseda výkonného výboru - výkonného tajemníka SNS změněn na generálního tajemníka SNS.

## Výkonný výbor
V čele výkonného výboru (rusky Исполнительном комитете, Ispolnitěl'nom komitětě) stojí generální tajemník, jemuž jsou odpovědni všichni zaměstnanci sekretariátu. Pomáhají mu čtyři zástupci generálního tajemníka:
- Leonid Anfimov (první zástupce)
- Dauren Abaev
- Ilchom Nematov
- Denis Trefilov

Je jediným stálým výkonným, správním a koordinačním orgánem SNS. Výkonný výbor SNS organizuje svou práci v úzké spolupráci s Radou stálých zplnomocněných zástupců a dalšími orgány SNS. Dne 2. dubna 1999 Rada hlav států rozhodla o reorganizaci Výkonného sekretariátu SNS, aparátu Mezistátního hospodářského výboru a dalších útvarů do jediného stálého výkonného orgánu: Výkonného výboru nezávislých států SNS, který je právním nástupcem Výkonného sekretariátu SNS. Rada dne 21. června 2000 schválila nařízení o výkonném výboru.

## Seznam generálních tajemníků
Práci SNS koordinuje generální tajemník.
| Č. | Obrázek | Jméno (narození–úmrtí)        | Vstup do úřadu    | Odchod do úřadu   | Délka úřadu      | Stát      |
| -- | ------- | ----------------------------- | ----------------- | ----------------- | ---------------- | --------- |
| 1  |         | Ivan Karatčenja (* 1948)      | 14. května 1994   | 29. dubna 1998    | 3 roky a 350 dní | Bělorusko |
| 2  |         | Boris Berezovskij (1946–2013) | 29. dubna 1998    | 4. března 1999    | 309 dní          | Rusko     |
| 1  |         | Ivan Karatčenja (* 1948)      | 4. března 1999    | 2. dubna 1999     | 29 dní           | Bělorusko |
| 3  |         | Jurij Jarov (* 1942)          | 2. dubna 1999     | 14. července 2004 | 5 let a 103 dní  | Rusko     |
| 4  |         | Vladimir Rušajlo (* 1953)     | 14. července 2004 | 5. října 2007     | 3 roky a 83 dní  | Rusko     |
| 5  |         | Sergej Lebeděv (* 1948)       | 5. října 2007     | úřadující         | 17 let a 147 dní | Rusko     |